# Josep Maria Batlle Salvat
Josep Maria Batlle Salvat (Maspujols, 9 d'abril de 1889) Fou un ebenista i anarcosindicalista català que concentrà les seves accions entre Reus i Barcelona. Fill de Ramon Batlle Thomàs (Natural de Maldà) i Maria Salvat Mariné (Natural de l'Aleixar). Els primers anys de vida els passa al carrer de l'Esglèsia de Maspujols, a Cal Fuster (fent referència a l'ofici que el seu pare hi va exercir fins a començament del segle XX). Era el tercer de quatre germans: l'Antonio (nascut 9-8-1883), la Josefa (20-10-1885), i el petit Lluís (10-6-1891) que es va fer capellà.
Es traslladà de molt jove a Barcelona, on milità al Sindicat de la Fusta de la CNT i esdevingué un destacat home d'acció. A començaments dels anys 20 va participar activament en l'organització del Sindicat Únic de la Fusta a Reus i va fer una bona amistat amb Garcia Oliver (que en treballar d'envernissador també va tenir relació amb el sindicat de la fusta), amb qui col·laborà quan aquest s'establí a Barcelona.
En els anys anteriors a la Dictadura de Primo de Rivera va prendre part activament en la lluita contra els sindicats lliures i els pistolers de la patronal.
Van ser uns temps de molts conflictes laborals, contrarestats per la dura repressió dirigida per Severiano Martínez Anido, Governador Civil de Barcelona entre novembre de 1920 i octubre de 1922, que comptava amb la cobertura de la suspensió de les garanties constitucionals.
El 6 d'abril de 1921 és detingut juntament amb Juan García Oliver acusat d'exigir diners als comerços del port de Tarragona, en nom del Sindicat Únic de Treballadors, per fer front a l'auxili dels presos governatius i les seves famílies, fins al novembre és reclòs a la Model. Juntament amb García Oliver va estar impulsant la implantació de la CNT a Reus i Tarragona, col·laborant en la creació del ram de constructors de carruatges i transport del sindicat. Al 18 de desembre del mateix any va ser detingut de nou en confiscar-li una pistola Star.
Als anys posteriors, l'anarcosindicalisme de trinxera renaixia de la mà del grup los Solidarios, al qual Garcia Oliver i Batlle van estar-hi lligats en diferent mesura.
A conseqüència del tiroteig del 21 de setembre de 1922, a la Ronda de Sant Antoni, entre els agents de l'autoritat i "alguns individus que es resistiren a ser registrats" va resultar greument ferit Joan Gusí Canyelles, que després de ser tractat d'urgència a la casa d'auxili del Carrer del Marquès de Barberà, el van hospitalitzar a la Santa Creu, convenientment vigilat. A més a més va ser detingut Josep Batlle Salvat, al qual identifiquen com a fuster de 33 anys i sindicalista d'acció perillosíssim.
La nit del 12 de desembre de 1922, mentre caminava amb altres companys pel Carrer Calàbria, uns vigilants de seguretat privats els donaren "l'alto" i ells respongueren disparant, finalment ell és detingut com presumpte autor de l'homicidi al vigilant Pascual Porta, de ferir a l'altre vigilant, Julián Font i lesionar al guarda Julián Expósito. Durant el tiroteig també és ferit el seu company, Jaume Jiménez Serra de 19 anys, conegut com a "Jaume de la Tenda"
Dos anys després de ser pres, el seu defensor en demana l'excarceració al·legant que per la malaltia que té, el règim cel·lular agreuja la seva malaltia i posa en perill la seva vida. Sembla que en Josep Batlle patia una tuberculosi pulmonar.
L'11 de maig de 1925 són finalment jutjats Josep Batlle Salvat i Jaume Jiménez Serra, se'ls hi demana més de 20 anys de condemna, a part d'indemnitzar amb 15.000 pessetes a la família del mort.
El 10 agost 1933 mentre estava a la presó, és posat a disposició judicial acusat juntament amb Benjamín Sánchez González, Josep Fillo Serret i Josep Ripoll Fuxá, de formar part de la societat «Pro Presos» que no estava registrada al Govern Civil i, per tant, segons la policia s'adjudicaven uns càrrecs que no podien ostentar.
El 1934, durant la Segona República, fou president de la Comissió pro-Presos de la CNT, gestionava els ingressos que per mitjans ordinaris o delictius servien per ajudar als presos i a les seves famílies, per pagaments d'advocats de la CNT, subvencions a la premsa anarquista, trámits judicials. També era l'encarregat d'estudiar les causes en què estaven processats els membres de la CNT i repartir-les entre els lletrats de què disposava el sindicat.

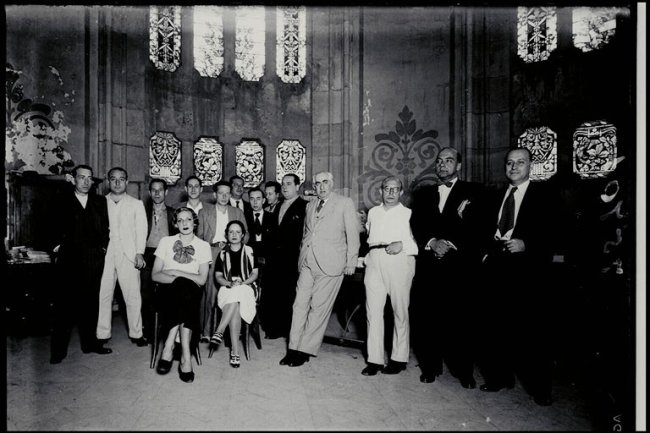
Josep Maria Batlle i altres membres de l'Oficina Jurídica dirigida per Eduardo Barriobero.

En esclatar la guerra civil, el juliol de 1936, va formar part del grup armat que va ocupar el Palau de Justícia de Barcelona i després formà part del Comitè Revolucionari de Justícia de Catalunya, tot constituint la totpoderosa troica, que juntament amb Eduardo Barriobero i Antoni Devesa, s'emparà de l'Oficina Jurídica de Catalunya i allargà la seva actuació més enllà de la dissolució que sofrí el novembre de 1936.
Seguidament, fou vocal del Comité d'Inspeccions, dedicat fonamentalment a l'observació, selecció i depuració del personal judicial i fiscal de Catalunya amb la intenció ferma d'impedir qualsevol investigació dels excessos que l'oficina jurídica podia haver comès. Tanmateix, l'efectivitat de la seva comesa fou més propagandística que real.
Després dels fets de maig, en plena crisi de l'hegemonia de la CNT, fou inculpat i absolt per l'atemptat frustrat que sofrí el president de l'Audiència de Barcelona, Josep Andreu i Abelló.
El 18 de setembre de 1937 el ministeri fiscal presentava una querella criminal contra els responsables de l'Oficina Jurídica. El fiscal acusava Eduardo Barriobero Herrán, Luís Cordero Bel, Antonio Devesa Bayona i Josep Batlle Salvat de posseir dipòsits i joies a un banc de Lió, les quals podien provenir de les requises i escorcolls realitzats quan eren responsables del tribunal revolucionari.
Malgrat l'evidència dels fets, la Sala II del Tribunal Suprem, en la sentència dictada el 21 de novembre de 1938, absolia els quatre processats, tot acollint-se a argúcies legals. La sentència absolutòria contra els membres de l'Oficina Jurídica era fruit de l'ensorrament dels fronts de guerra i de la immediata derrota republicana. Ja era massa tard per trencar encara més la difícil convivència entre les forces antifeixistes, les quals es responsabilitzaven mútuament de la desfeta bèl·lica.
El 31 de desembre de 1938, els absolts donen poders perquè el contingut de les caixes s'entregués al Govern de la República, però entrat el 1939 encara no s'havia retirat el contingut.
Conquerida Barcelona per les tropes rebels, Batlle fuig a França, on rep nombroses pressions del Comitè Regional de la CNT a l'exili a fi que els lliures els fons que havia retirat de Catalunya i dipositats en una caixa forta a Lió. Mitjançant Andreu Abelló (qui va ser president de l'Audiència de Barcelona) i aquest per mediació de l'Esquerra, li va facilitar la tornada a Espanya, sabent que a l'exili l'esperava una mort segura.
A conseqüència de l'interrogatori que Eduardo Quintela Poveda fa a Justo Bueno quan el deté a Barcelona, Josep Maria Batlle i la seva esposa, Concepció Pallarols, van ser detinguts el 10 de juliol de 1941 a un hotel de Valls i interrogats sobre el suposat contingut de la caixa de seguretat de Lió, on segons Justo Bueno hi havia gran quantitat de diners i joies que havien estat retirats per Josep Maria Batlle, per ser entregats a Dolors Mir Bitriu; que en aquell moment era la seva amant. A partir de la sort que va tenint posteriorment Batlle, també s'intueix que actua d'ham per fer retornar juntament amb ell a alguns companys assedegats del suposat botí que tenia a Reus, i posar-los en mans de la policia franquista, tot negociant el seu futur amb el nou estat dictatorial. Hem de pensar que Josep Batlle era un personatge summament espavilat i astut, format en la conflictivitat social de la Barcelona dels anys 20 i 30.
La detenció i el processament de Josep Maria Batlle va ser anunciada a diaris i edictes perquè es presentessin els suposats perjudicats per l'actuació de l'Oficina Jurídica.
Fou jutjat en consell de guerra sumaríssim el 2 d'agost de 1943 i condemnat a mort, la màxima pena li fou commutada per Franco el 13 de juny de 1944, per la de 30 anys. El 26 de gener del 1951 va sortir de la Presó Model en llibertat condicional i va fixar la seva residència a Montblanc (Tarragona). El 7 de marc de 1958 es va llicenciar després de redimir la pena i finalment el 25 de juny de 1962, gairebé 21 anys després de la seva detenció, li va ser concedida la llibertat definitiva.
Les autoritats franquistes van intentar localitzar els diners secrets a la ciutat de Reus, la pàtria mare de García Oliver, ja que existia la creença que els membres de l'Oficina Jurídica hi havien enterrat part del seu tresor.